# Бражнюк Віктор Михайлович
Ві́ктор Миха́йлович Бражню́к (1981—2014) — український військовик, молодший сержант 80-ї окремої десантно-штурмової бригади Збройних сил України.

## Життєпис
Народився 1981 року в місті Броди (Львівська область). Проживав в місті Броди; 1998 року закінчив бродівську гімназію імені Івана Труша, 2003-го — Рівненський державний гуманітарний університет; спеціальність — педагогіка і методика середньої освіти, історія, психологія. Здобув кваліфікацію вчителя історії, практичного психолога в закладах освіти. Пройшов строкову військову службу В лавах Збройних Сил України. 2005 року закінчив Рівненське вище професійне училище Департаменту Державної служби охорони.
Мобілізований наприкінці липня 2014 року, 26 серпня зі своїм підрозділом переведений під Новоайдар. Командир відділення, 80-та окрема високо-мобільна десантна бригада. З 2 по 4 вересня 2014 року брав участь у боях.
5 вересня 2014-го зник безвісти при висуванні в напрямку міста Щастя в часі бою з російським диверсійним підрозділом. Українські вояки — 97 українських вояків на 6 БТРах й 2 танках (1 БТР підірвали — не заводився) — зайняли кругову оборону між селами Цвітні Піски і Стукалова Балка, відбиваючи натиск терористів у числі 240—260 осіб. Після прибуття підрозділу під населений пункт Щастя констатовано відсутність БТР-80 № 129, поранення зазнали 9 бійців. У бою загинули: прапорщик Анатолій Гаврилюк, сержант Іван Лемещук, молодші сержанти Степан Бродяк та Іван Сова, солдат Руслан Степула. Вважалися зниклими безвісти: старший лейтенант Пилипчук Юрій Юрійович, лейтенант Ігор Петрівський, сержант Олексій Ващук, молодші сержанти Віктор Бражнюк, Гураль Олег Володимирович, старший солдат Володимир Соломчук, солдати Сергій Боднар, Ватаманюк Сергій Миколайович, Іван Воробель, Корнач Сергій Сергійович, Підгайний Микола Йосипович, Роман Симпович, Слободян Едуард Геннадійович, Турчин Михайло Степанович, Микола Федус. Вважаються полоненими капітан Кондрацький Віталій Володимирович, солдати Гринюк Микола Володимирович, Клим'юк Олександр Юрійович.
Як тимчасово невстановлений захисник України похований з військовими почестями в місті Старобільськ. Упізнаний за тестами ДНК, у березні 2015-го перепохований у місті Броди.
Без Віктора лишилися батьки.

## Нагороди та вшанування
За особисту мужність і героїзм, виявлені у захисті державного суверенітету та територіальної цілісності України, вірність військовій присязі під час російсько-української війни, відзначений — нагороджений
- орденом «За мужність» III ступеня (посмертно)
- 27 березня 2016 р. на будинку у Бродах, де він мешкав, відбулося урочисте відкриття та посвячення меморіальної таблиці з написом: «У цьому будинку з 1998 по 2010 рік проживав Бражнюк Віктор Михайлович, боєць 80-ї аеромобільної бригади, який героїчно загинув вірним Україні та її народу. Нагороджений орденом „За мужність“ (посмертно)»[1].
- Його портрет розміщений на меморіалі «Стіна пам'яті полеглих за Україну» у Києві: секція 4, ряд 1, місце 19
- Вшановується в меморіальному комплексі «Зала пам'яті», в щоденному ранковому церемоніалі 5 вересня[2]